# Norwell Woodhouse
Norwell Woodhouse är en by i civil parish Norwell, i distriktet Newark and Sherwood, i grevskapet Nottinghamshire i England. Byn är belägen 10 km från Newark-on-Trent. Norwell Woodhouse var en civil parish 1866–1935 när blev den en del av Norwell. Civil parish hade 69 invånare år 1931.